# SAO Herzegovina
```
   |-
       |
Erro:
:  
valor não especificado para "
nome_comum
"
```

O Oblast Autônomo Sérvio da Herzegovina (em em sérvio:  Српска аутономна област Херцеговина, Srpska autonomna oblast Hercegovina) foi um autoproclamado Oblast Autônomo Sérvio dentro da atual Bósnia e Herzegovina. Foi proclamado pela Assembléia da Associação de Municípios Krajina da Bósnia em 1991 e foi posteriormente incluído na Republika Srpska. SAO Herzegovina estava localizada na região geográfica da Herzegovina. Também era conhecida como SAO Herzegovina Oriental.